# 帕图利亚
帕图利亚（Patulia），是印度西孟加拉邦North Twentyfour Parganas县的一个城镇。总人口13825（2001年）。

## 人口
该地2001年总人口13825人，其中男性7176人，女性6649人；0—6岁人口1222人，其中男654人，女568人；识字率79.59%，其中男性为83.57%，女性为75.29%。